# Аджи-Тархан
Аджи-Тархан (кримсько-тат. Acı Tarhan, Аджи Тархан, рос. Аджи-Тархан) — зникле село в Сакському районі Республіки Крим, яке розташовувалося на північному заході району, у степовій зоні Криму. Було розташоване на старому проїжджому тракті з Гезлева в Ак-Мечеть, зараз автодорога Т 0108 Чорноморське — Євпаторія, нині фактично — північно-східна околиця сучасного села Колоски.

## Історія
Перша документальна згадка про село зустрічається в «Камеральному Описі Криму, 1784 року», судячи з якого, в останній період Кримського ханства Гаджи Дарганд входив в Козловський кадилик Козловського каймаканства. Після захоплення Криму Росією 8 лютого 1784 року село було приписане до Євпаторійському повіту Таврійської області. Після Павловських реформ, з 1796 по 1802 рік, входило в Акмечетський повіт Новоросійської губернії. За новим адміністративним поділом, після створення 8 (20) жовтня 1802 року Таврійської губернії, Аджи-Тархан було включене до складу Кудайгульскої волості Євпаторійського повіту.
За «Відомостями про волості і селища», у Євпаторійському повіті з показаннями числа дворів і душ, від 19 квітня 1806 року в селі Аджи-Тархан значилося 7 дворів, 76 кримських татар і 1 ясир. На військово-топографічній карті 1817 село Аштархан позначено з 11 дворами. Після реформи волосного поділу 1829 року Аджи-Тархан, згідно «Відомостей по казенних волостях Таврійської губернії 1829 р.» залишилося в складі Кудайгульскої волості. Потім, мабуть, внаслідок еміграції кримських татар до Туреччини, село помітно спорожніло і на карті 1842 року Гаджи Тархан позначене умовним знаком «мале село», тобто, менше 5 дворів.
Мабуть, незабаром Аджи-Тархан спорожнів остаточно і, хоча, після земської реформи Олександра II 1860-х років, село приписали до Чотайскої волості ні в «Списку населених місць Таврійської губернії за відомостями 1864 р.», ні в списках спорожнілих поселень, після Кримської війни 1853—1856 років воно не значиться. Лише на мапі 1865—1876 років в селі Гаджи-Тархан позначено 4 двори. За «Пам'ятною книгою Таврійської губернії 1889 р.», за результатами Х ревізії 1887 року в Аджи-Тархан значилося 8 дворів і 49 жителів, а в «… Пам'ятній книзі Таврійської губернії за 1892 рік» село знову не значиться.
Земська реформа 1890-х років в Євпаторійському повіті пройшла після 1892, у результаті якої Аджи-Тархан віднесли до Донузлавської волості. За «… Пам'ятною книгою Таврійської губернії за 1900 рік» в селі значилося 89 жителів в 1 домогосподарстві. У Статистичному довіднику Таврійської губернії 1915 року Аджи-Тархан не вказане. Аджи-Тархан позначене на карті Кримського статистичного управління 1922 року, як село з менш ніж 10 дворами, в останній раз зустрічається на кілометровій карті Генштабу Червоної армії 1941 року.